# ATP Firenze 1986
L'ATP Firenze 1986 è stato un torneo di tennis giocato sulla terra rossa. È stata la 14ª edizione dell'ATP Firenze che fa parte del Nabisco Grand Prix 1986. Si è giocato a Firenze in Italia dal 19 al 25 maggio 1986.

## Campioni

### Singolare
Andrés Gómez ha battuto in finale  Henrik Sundström con il punteggio di 6–3, 6–4

### Doppio
Sergio Casal /  Emilio Sánchez hanno battuto in finale  Mike De Palmer /  Gary Donnelly con il punteggio di 6–4, 7–6